# Adults Only
Adults Only is het enige muziekalbum van de slagwerker Mike Botts, dat onder zijn eigen naam is verschenen. Botts is voornamelijk bekend als de drummer van Bread. Als die muziekgroep niet actief is, speelt hij op studioalbums van derden mee, waaronder die van Dan Fogelberg. Het album wordt dan ook volgespeeld met andere (bekende) studiomusici. Het album bevat doorsnee rockmuziek. Opvallend detail; in The Wait zit een fragment van Smoke on the Water van Deep Purple, de muziek zal niet zo snel in verband gebracht worden met Mike Botts, die over het algemeen soft rock speelde.

## Composities en musici
Botts, zang op alle tracks:
| track | compositie         | wie speelt wat                                                                                                   | tijd |
| ----- | ------------------ | --- | ---- |
| 1     | Squeeze            | Botts – slagwerk en saxofoon Bob Glaub – basgitaar Todd Sharp – gitaar Jai Winding - toetsen                     | 4.35 |
| 2     | Buns of Doom       | Botts- slagwerk, toetsen, slaggitaar George Clinton – orgel Chris Spedding- gitaar                               | 5:34 |
| 3     | Shame              | Botts – zang Clinton - toetsen Basil Fung - gitaar                                                               | 4:11 |
| 4     | Greed              | Boots – slagwerk Jeff Wornell - gitaar Lee Sklar-basgitaar                                                       | 4:53 |
| 5     | El Dorado          | Botts – slagwerk Sklar – basgitaar Dean Parks –gitaar Andrew Gold – slaggitaar Fung – gitaar Brad Cole - toetsen | 4:10 |
| 6     | What’s that comin’ | Botts – slagwerk,percussie, saxofoon Sklar – basgitaar Fung- gitaar Winding - toetsen                            | 4:40 |
| 7     | Avenue 63          | Botts- slagwerk, toetsen Glaub – basgitaar Sharp-gitaar                                                          | 3:59 |
| 8     | The wait           | Botts- slagwerk, toetsen, saxofoon Sklar-basgitaar Fung - gitaar                                                 | 4:39 |
| 9     | Old man’s lament   | Clinton-toetsen; Chris Colengelo akoestische basgitaar                                                           | 3:22 |
| 10    | Murder             | Botts- zang, toetsen en basgitaar Gold – gitaar                                                                  | 4:06 |
| 11    | Sailin’ shoes      | Botts- alles | 1:24 |